# Clement Jonckheer

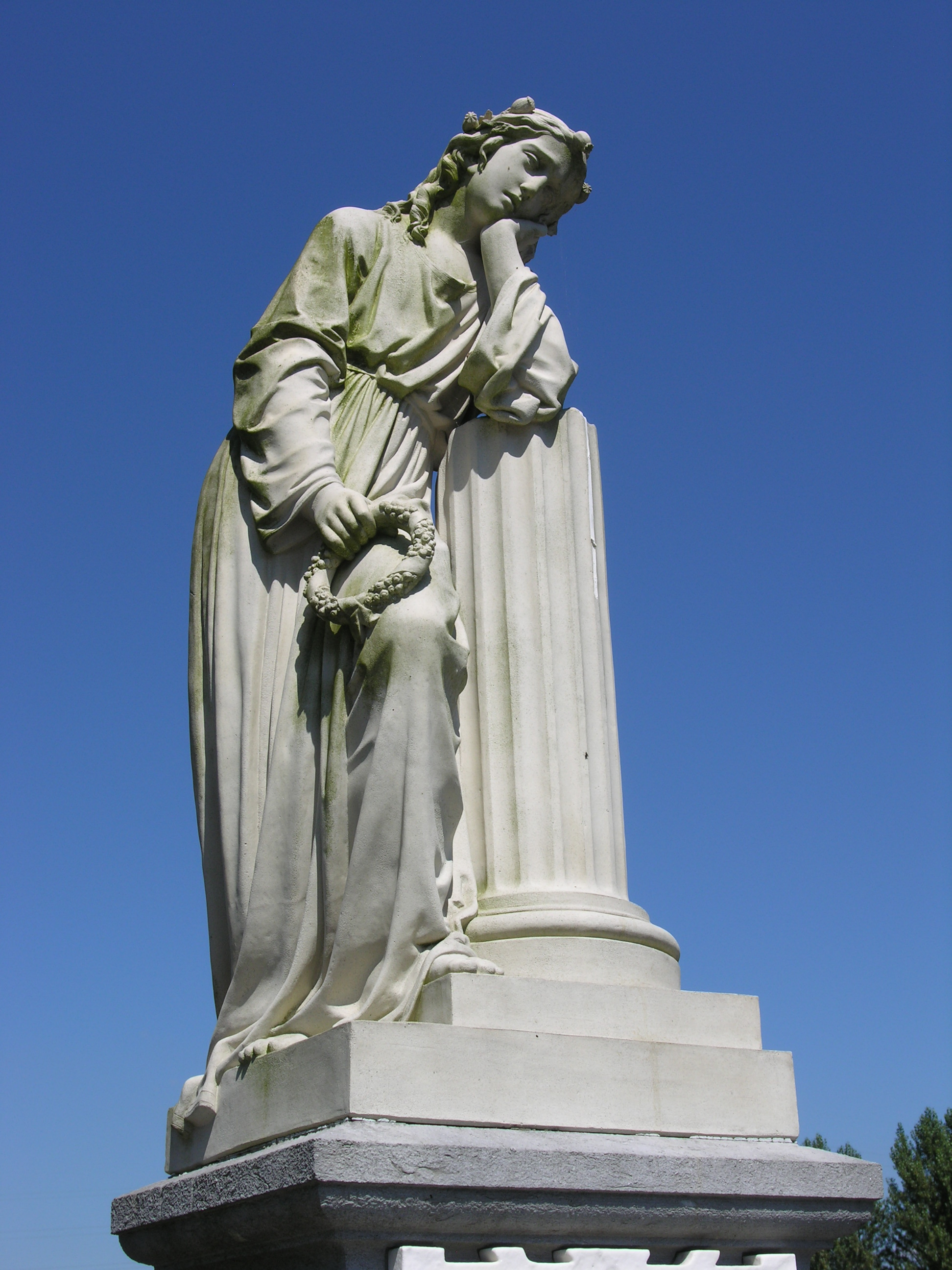
Praalgraf met pleurante, kerkhof te Temse

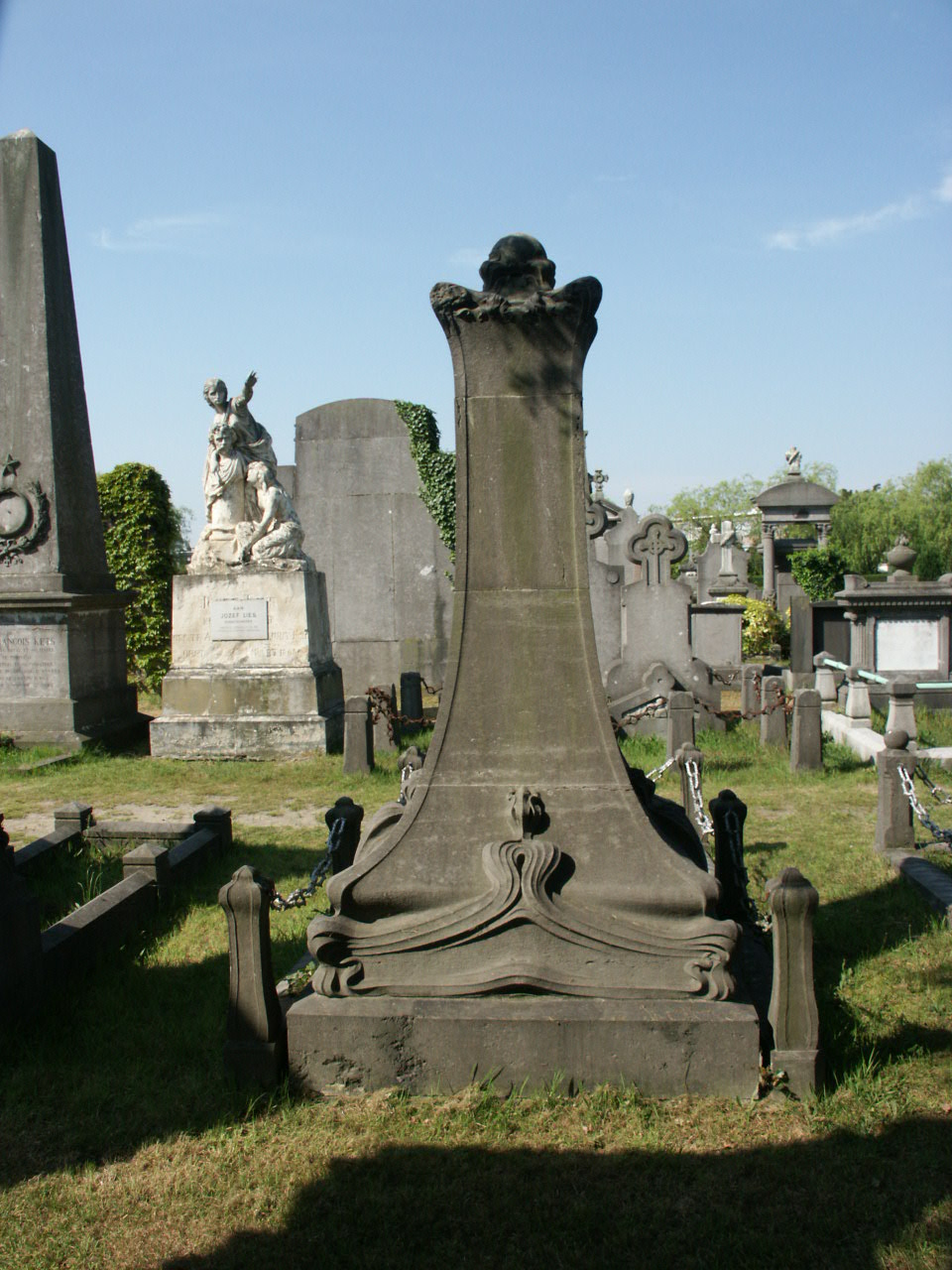
Praalgraf uit arduin voor Louis De Winter, Schoonselhof.

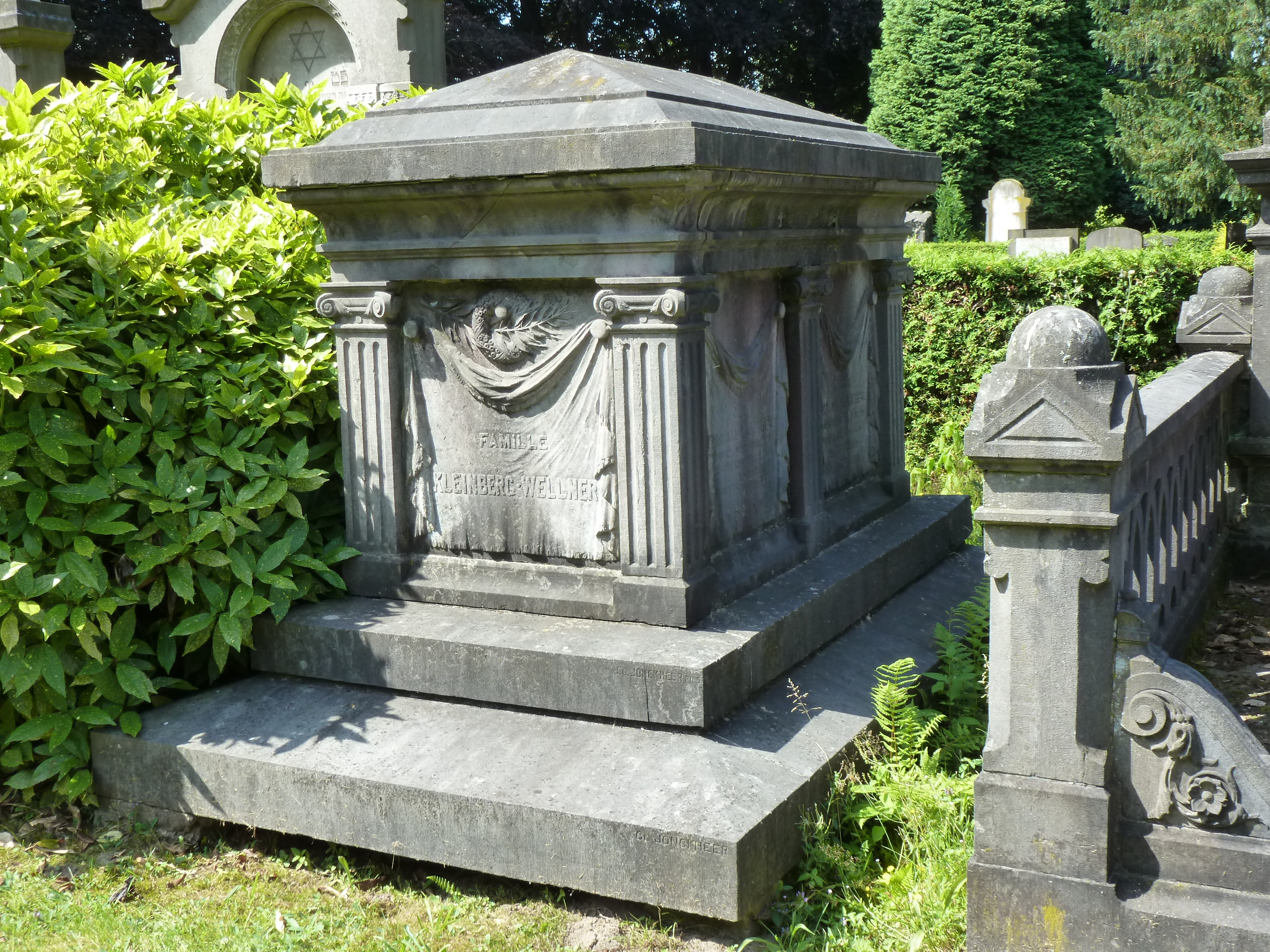
Praalgraf door Clement Jonckheer, Schoonselhof

Clementius Emilius Bernardus Jonckheer (Antwerpen, 28 juni 1871 – Antwerpen, 9 december 1932) was een Belgisch steenbeeldhouwer en politicus uit Antwerpen. Zijn werkplaatsen en steenhouwerij was gevestigd op het Kiel.
Als steenhouwer werd hij door zijn vader Antonius Bernardus Jonckheer, marmerbewerker, gevormd en bijgeschoold aan de Antwerpse Academie. Hij huwde Elvira Göransson (1878-1937) vanwie drie kinderen: Walter (°1895), Marcel (°1903) en Frank (°1918) die in de steenkapperij werkten.
Zijn funerair oeuvre, gekend om zijn monumentale praalgraven en oorlogsmonumenten in arduin, is te vinden op verschillende kerkhoven in Antwerpen en daarbuiten. Naast een indrukwekkend funerair oeuvre, voerde hij ook werken voor aannemers uit. Zo leverde hij de arduin voor de Kaaimuren en verzorgde hij de natuursteen aan de gevel van de Boerentoren.
Jonckheer is begraven met zijn echtgenote op het Schoonselhof.

## Funerair oeuvre

### Schoonselhof
- Praalgraf voor architect Jan De Coster (1850-1917)
- graf voor architect Ferdinand Dermond ( 1880-1967)
- Praalgraf met engel in Carrara, voor Maria 's Heeren - " bruid van Koning Winter"
- Praalgraf met obelisk, voor Louis Dousselaere (1865-1905)
- Praalgraf in art-Nouveaustijl voor Louis De Winter (1819-1900)
- Praalgraf voor Willem Elsschot (1882-1960)
- Praalgraf, ca. 1913 met bronzen sculptuur door Jean Baptiste Verbeyst, voor componist Peter Benoit (1834-1901)
- Graf voor Raphaël Verhulst (1860-1941)
- Praalgraf met bronzen portret, voor Jacques Rosseels ( 1828-1912)
- Praalgraf voor Jan Frans Vande Broecke (1850-1928)
- Graf voor JOzef De Lange - Braunschweig ( 1883-1948)
- Graf voor Alfons Engels - Bemers (1858-1933)
- Praalgraf met carramarmer voor burgemeester Jan De Vos - Haghe ( 1844-1923)

### Monumenten
- Antwerpen: oorlogsmonument van de politie, naar een ontwerp van Willy Kreitz
- Merksem: heldenmonument
- Niel: oorlogsmonument
- Temse: verschillende praalgraven[6]
- Willebroek: monumentale neoclassicistische grafkapel met fronton en zuilen voor de familie Louis De Naeyer, 1902[7]